# Us and Them (Album)
Us and Them ist das zweite Studioalbum der US-amerikanischen Rockband Shinedown. Es wurde am 4. Oktober 2005 bei Atlantic Records veröffentlicht.

## Entstehung
Das Album wurde 2005 mit Tony Battaglia in Jacksonville, Florida, und Sanford, Florida, aufgenommen. Battaglia war auch am Songwriting beteiligt. Alle Texte stammen von Brent Smith. Letztmals sind Jasin Todd an der Gitarre und Brad Stewart am Bass zu hören. Paul Fleury spielte Cello.

## Titelliste
| Nr.          | Titel             | Musik                                        | Länge |
| ------------ | ----------------- | -------------------------------------------- | ----- |
| 1.           | The Dream         | Brent Smith                                  | 0:59  |
| 2.           | Heroes            | Tony Battaglia, Smith, Jasin Todd            | 3:24  |
| 3.           | Save Me           | Battaglia, Smith                             | 3:33  |
| 4.           | I Dare You        | Battaglia, Smith, Brad Stewart               | 3:54  |
| 5.           | Yer Majesty       | Battaglia, Smith, Barry Kerch, Todd, Stewart | 3:01  |
| 6.           | Beyond the Sun    | Christopher Rice                             | 4:13  |
| 7.           | Trade Yourself In | Battaglia, Smith, Stewart                    | 3:32  |
| 8.           | Lady So Divine    | Battaglia, Smith, Stewart, Todd              | 7:09  |
| 9.           | Shed Some Light   | Smith                                        | 3:41  |
| 10.          | Begin Again       | Battaglia, Smith, Todd                       | 3:49  |
| 11.          | Atmosphere        | Battaglia, Smith, Todd, Stewart              | 4:16  |
| 12.          | Fake              | John Shanks, Smith                           | 4:04  |
| 13.          | Some Day          | Battaglia, Smith                             | 3:14  |
| Gesamtlänge: | Gesamtlänge:      | Gesamtlänge:                                 | 48:49 |

## Rezeption

### Kritiken
Markus Schleutermann schrieb im Magazin Rock Hard: „Für ihr hier zu Lande unverständlicherweise nicht veröffentlichtes Debüt kassierten Shinedown in Amerika gleich Platin und gingen u. a. mit 3 Doors Down, Saliva und Tantric auf Tour. Diese Bands geben gute Anhaltspunkte für den Sound des Quartetts aus Florida, denn auf seinem bärenstarken Zweitwerk dominiert perfekt in Szene gesetzter Alternative-Rock, der trotz der Hochglanzproduktion nie zu glatt oder langweilig wirkt.“ Die Bewertung lag bei neun von zehn Punkten. Johnny Loftus vergab bei AllMusic 2,5 von fünf Sternen. Er schrieb: „Shinedown definitely have a rewarding hard rock album in them somewhere. But after all its populist concessions, Us and Them isn't it.“

### Charts und Chartplatzierungen
Das Album erreichte Platz 23 der Billboard 200 und wurde 2018 in den USA mit Platin zertifiziert.